# Авіаційне страхування

## Визначення
Авіаційне страхування — це загальна назва комплексу майнового, особистого страхування осіб у разі настання певних подій, визначених договором страхування або законодавством.

## Види авіаційногострахування
Розрізняють обов'язкове та добровільне авіаційне страхування. Обов'язковість низки авіаційних видів страхування обумовлена міжнародними конвенціями з цивільної авіації, до яких приєдналася Україна, та внутрішніми законодавчими актами. Воно поширюється на усіх авіаексплікатантів України як на території нашої країни, так і за її межами.
Добровільні види авіаційного страхування — це широкий спектр в основному страхування майна та страхування відповідальності різних підприємств і організацій, котрі беруть участь у функціонуванні цивільної авіації.
Особливості проведення авіаційного страхування. Порядок та умови проведення авіаційних видів страхування є специфічними і потребують докладного висвітлення. Це, зокрема, зумовлено такими чинниками:
- авіаційне страхування має справу з особливими, відмінними від інших видів майна ризиками;
- значний розмір страхових сум передбачає узгодження дій страховиків і перестраховиків;
- авіаційні ризики можуть тягти за собою катастрофічні та кумулятивні збитки;
- авіаційне страхування тісно пов'язане з міжнародним страховим ринком;
- авіаційне страхування регулюється як національним, так і міжнародним правом;
- для проведення операцій з авіаційного страхування потрібна розвинена спеціалізована інфраструктура;
- авіаційні ризики висувають високі вимоги до професійної підготовки фахівців, які здійснюють їх страхування.

## Особливості авіаційногострахування
Отже, можна виокремити такі особливості авіаційного страхування:
- комплектність (майнове, особисте, відповідальності);
- великі розміри страхових сум, визначених у валюті різних країн;
- дія полісів за межами України;
- значна акумуляція ризиків;
- необхідність перестрахування ризиків на міжнародному страховому ринку.

## Список використаної літератури
- Страхування авіаційне, класифікація [Електронний ресурс] — Режим доступу: http://studentbooks.com.ua/content/view/612/43/1/1/ [Архівовано 2 липня 2014 у Wayback Machine.]
- Авіаційне страхування [Електронний ресурс] — Режим доступу: http://www.pzu.com.ua/corporate/sh/tvaryny.html [Архівовано 28 грудня 2013 у Wayback Machine.]
- Бібліотека онлайн [Електронний ресурс] — Режим доступу: https://web.archive.org/web/20131228054318/http://readbookz.com/book/15/666.html